# Ayo Ayo
Ayo Ayo es una localidad y municipio de Bolivia, ubicado en las tierras altas del país. Administrativamente forma parte de la provincia de Aroma en el departamento de La Paz.
Según el último censo oficial realizado por el Instituto Nacional de Estadística de Bolivia (INE) en 2012, el municipio cuenta con una población de 7.798 habitantes y está situado a una altitud promedio de 3800 metros sobre el nivel del mar.
El municipio posee una extensión superficial de 552 km² y una densidad de población de 14,12 hab/km² (habitante por kilómetro cuadrado).

## Historia
El 15 de junio de 2004, el alcalde municipal de Ayo Ayo Benjamin Altamirano fue brutalmente golpeado, asesinado y quemado por comunarios del lugar, según el hecho, esto se debió por supuesta corrupción municipal que nunca fue demostrada.

## Demografía
De acuerdo con el censo boliviano de 2024, la población del municipio de Ayo Ayo es de 11 251 habitantes.
La población del municipio aumentó aproximadamente tres cuartas partes entre 1992 y 2024:
| Año  | Habitantes (municipio) | Fuente                  |
| ---- | ---------------------- | ----------------------- |
| 1992 | 6 407                  | Censo boliviano de 1992 |
| 2001 | 6 981                  | Censo boliviano de 2001 |
| 2012 | 7 798                  | Censo boliviano de 2012 |
| 2024 | 11.251                 | Censo boliviano de 2024 |